# La Bamboche 2
Albums de La Bamboche
La Bamboche 1
(1975) Quitte Paris
(1977)
La Bamboche 2, aussi appelé Joli mois de mai ou Jeu à monter sans colle est le deuxième album studio du groupe folk français La Bamboche, sorti en 1976 (uniquement) en disque vinyle.

## Historique
Sources
Produit par Hughes de Courson, directeur artistique chez Hexagone et membre fondateur (et à l'époque membre toujours actif) du groupe folk français Malicorne, l'album est plus instrumental que le précédent : d'orientation très traditionnelle, on y trouve bourrées, marches, branles, polkas, scottishes... 
Plus travaillé musicalement, l'album introduit en outre la musette berrichonne dont la Bamboche fera dorénavant grand usage. 
Quelques chansons se glissent toutefois entre les danses : un vent de révolte souffle sur le "Joli mois de mai", où quelques jeunes filles regardent leurs amoureux s'éloigner et entrer en guerre contre les gendarmes du village ; "Le Petit Marcelot", chanson du Nivernais, se distingue par l'originalité de son texte : le marcelot ou mercier-colporteur de bijoux, d'articles de mercerie, de couteaux, d'almanachs, d'images d'Épinal, de journaux et même parfois de fausses reliques, confirme la mauvaise réputation de son corps de métier, en enlevant une jeune fille... dans sa valise ! ; chanson extraite du recueil de collectage "Barbillat et Touraine", "M'en revenant de Paris" est une des nombreuses chansons à caractère érotico-poétique ; "Berceuse (Gauderion)" est une berceuse du Berry ; La Bamboche nous livre également une chanson de laboureur, sobrement accompagnée à la cabrette et au violon, intitulée "Le pauvre laboureur" ; dans "Le conseil de guerre", un condamné à mort s'exprime avant de mourir, sur une mélodie douce et belle, successivement accompagnée au concertina, au violon et à la musette.
Nouveau venu dans l'équipée lyonnaise, Jacques Mayoud (violon, mandoloncelle, percussions, chant) remplace Jacques Boisset.

## Liste des titres
Sources,,
| No  | Titre | Origines                                                                                                 | Durée |
| --- | --- | --- | ----- |
| 1.  | Joli mois de mai (traditionnel adaptation La Bamboche; musique : Jean Blanchard)                                                                        | Chanson dont on rencontre le thème dans beaucoup de provinces : Dauphiné, Franche-Comté, Berry ou Canada | 4:07  |
| 2.  | Tourniquet de Saint-Flour (ou Tournijaïre) | Auvergne (probablement)                                                                                  | 2:48  |
| 3.  | Le Petit Marcelot (suivi d'un air morvandiau (non crédité) emprunté à la chanson "Le Revenant")                                                         | Chanson du Nivernais // air du Morvan                                                                    | 5:00  |
| 4.  | Suite de bourrées : bourrée de Ladonne / bourrée du Viallaneix                                                                                          | Auvergne // Corrèze                                                                                      | 2:31  |
| 5.  | M'en revenant de Paris | Bas-Berry                                                                                                | 2:57  |
| 6.  | Le pauvre laboureur | Chanson du Berry                                                                                         | 4:07  |
| 7.  | Berceuse (Gauderion) | Berry | 0:17  |
| 8.  | Pas d'été - Pas d'été du Costaud de Subligny | Berry | 2:40  |
| 9.  | C'est demain le temps / Le conseil de guerre | Chanson issue d'un recueil de chansons populaires datant d'avant la grande guerre // chanson de Vendée   | 3:42  |
| 10. | Viens malheureuse viens / Branle du rat / Polka de Baugy                                                                                                | Chanson de mariage du Bas-Berry sur un rythme de marche // branle morvandiau // polka du Berry           | 3:20  |
| 11. | L'amour m'y tourmente | Chanson du Bas-Berry sur un rythme de bourrée                                                            | 2:42  |
| 12. | Suite à 2 violons : Scottish poitevine / marche corrézienne (Aimé Bozier - Arrangements La Bamboche)                                                    | Poitou-Charentes // Corrèze (Treignac)                                                                   | 2:40  |
| 13. | Comptine canadienne / Suite à la musette berrichonne (Comptine canadienne : traditionnel adaptation La Bamboche; musique : Anaïs et Leito [de Courson]) | Canada // Bas-Berry                                                                                      | 3:21  |

Tous titres traditionnels, adaptations et arrangements La Bamboche sauf :
- "Joli mois de mai" : traditionnel adaptation La Bamboche; musique : Jean Blanchard
- "Suite à 2 violons : Scottish / marche" : Aimé Bozier[5] (1983–1983[6]) - Arrangements La Bamboche

- "Comptine canadienne" : traditionnel adaptation La Bamboche; musique : Anaïs et Leito [de Courson]

## Personnel
Sources,

### La Bamboche
- Jean Blanchard (accordéon, musette berrichonne, violon, chant)
- Jacky Bardot (mandoline, bouzouki, guitare, épinette des Vosges, chant)
- Bernard Blanc (vielle à roue, cabrette, flûte, sonnailles, chant)
- Jacques Mayoud (violon, mandoline, percussion, chant)

### Musiciens invités
- Anaïs et Leito [de Courson] chantent la comptine canadienne
- Hughes de Courson : percussions dans "Pas d'été", "Le conseil de guerre"
- Dominique Paris : Northumbrian pipes dans : La pièce d'à côté (!)

## Crédits
Sources
- Enregistré aux Livingston Studios (Londres, Angleterre)
- Prise de son : Nic Kinsey assistée de Léa Nicholson
- Réalisation : Hughes de Courson